# Radnice v Úterý
Radnice na náměstí městečka Úterý v okrese Plzeň-sever byla postavena ve stylu severské renesance v roce 1561. Historická hrázděná stavba zapsaná v Ústředním seznamu kulturních památek ČR je sídlem městského úřadu. 

## Historie
Radnice byla postavena v roce 1561 ve stylu severské renesance. Poté byla opravována po požárech v letech 1694 a 1719. Poslední rekonstrukce se uskutečnila po roce 1990.

## Popis
Budova se nachází na jihozápadní straně náměstí v samém centru městské památkové zóny, vyhlášené v roce 1992. Hrázděný dům je jednopatrový s průjezdem. Ve fasádě radnice je vsazený kamenný znak města s letopočtem výstavby radnice. Z boku a ze dvora domu je vidět hrázdění prvního patra. Střecha je zakončena osmibokou plechovou zvoničkou, na jejíž špici se nachází cibule s korouhvičkou.

## Galerie

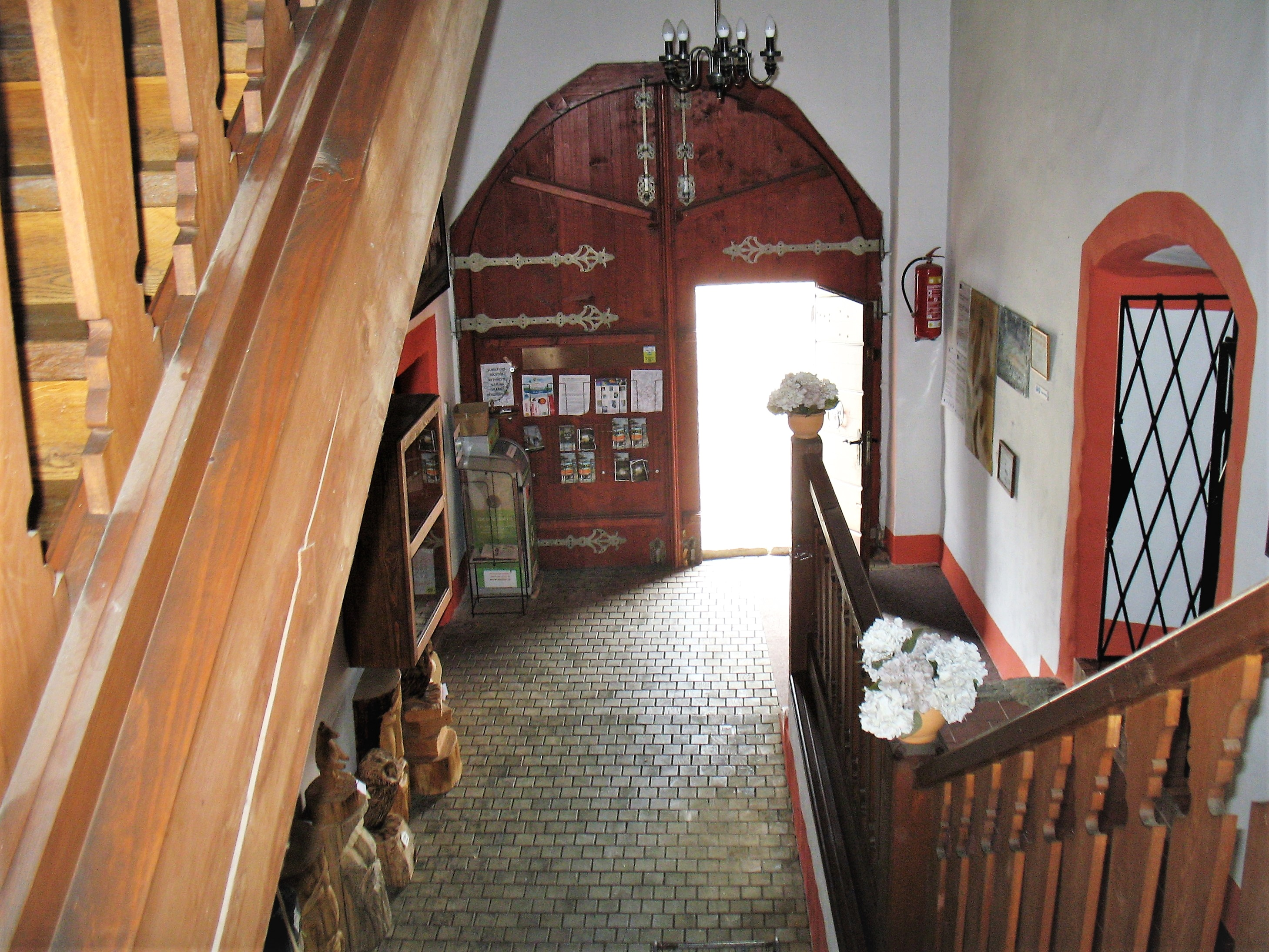
Pohled ze schodů do průjezdu v přízemí
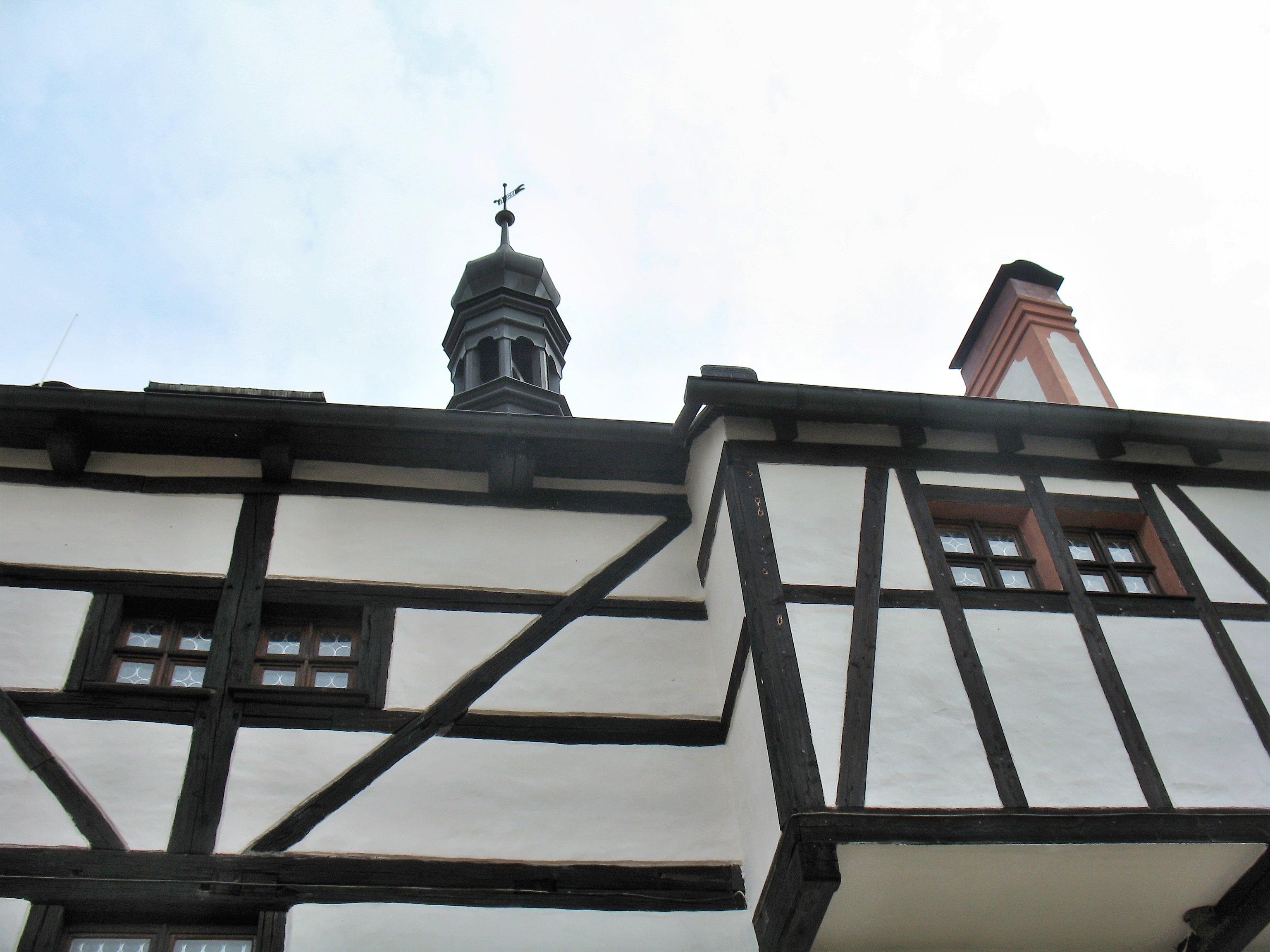
Hrázděné patro ve dvoře
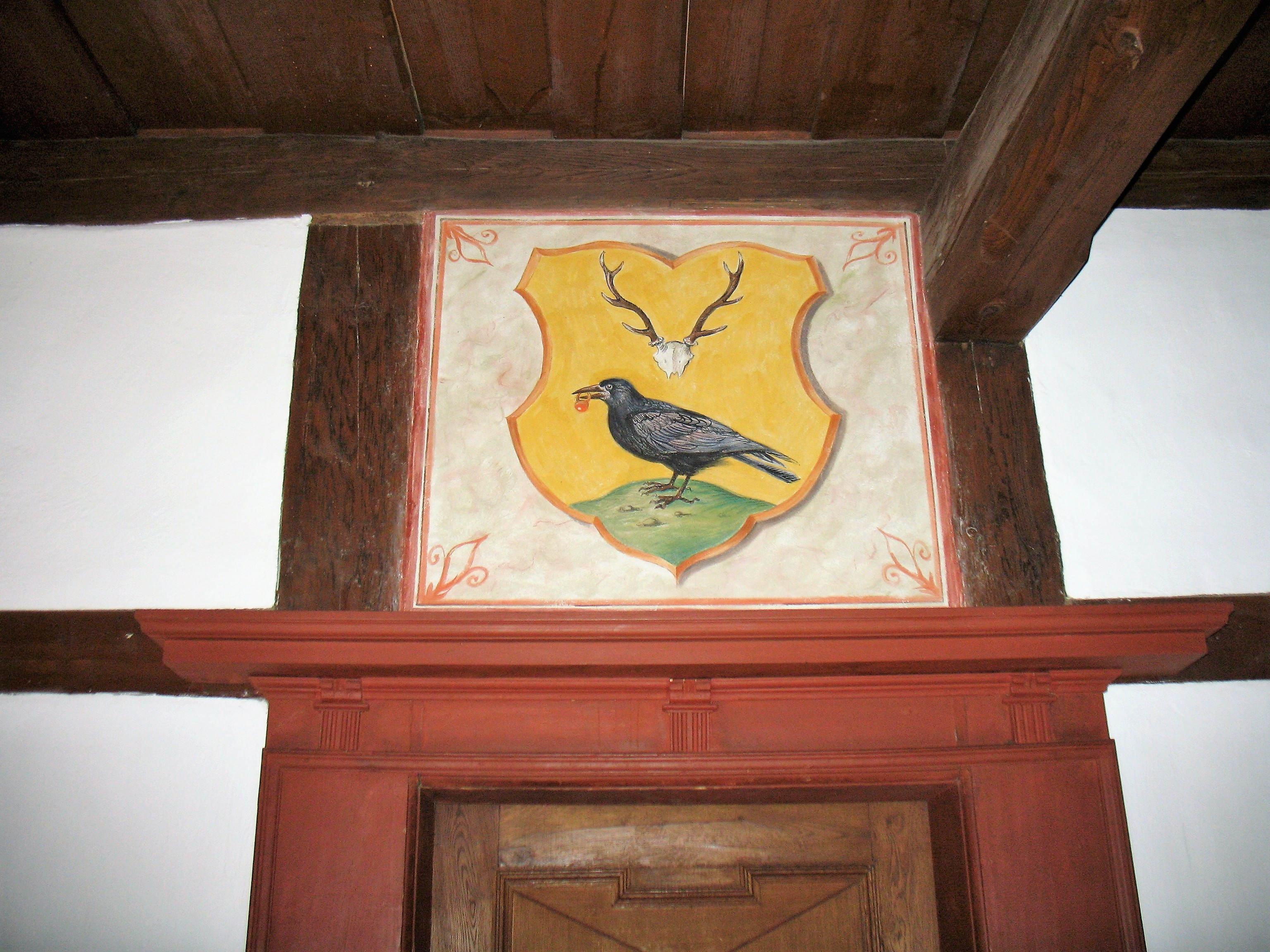
Městský znak nad dveřmi v patře
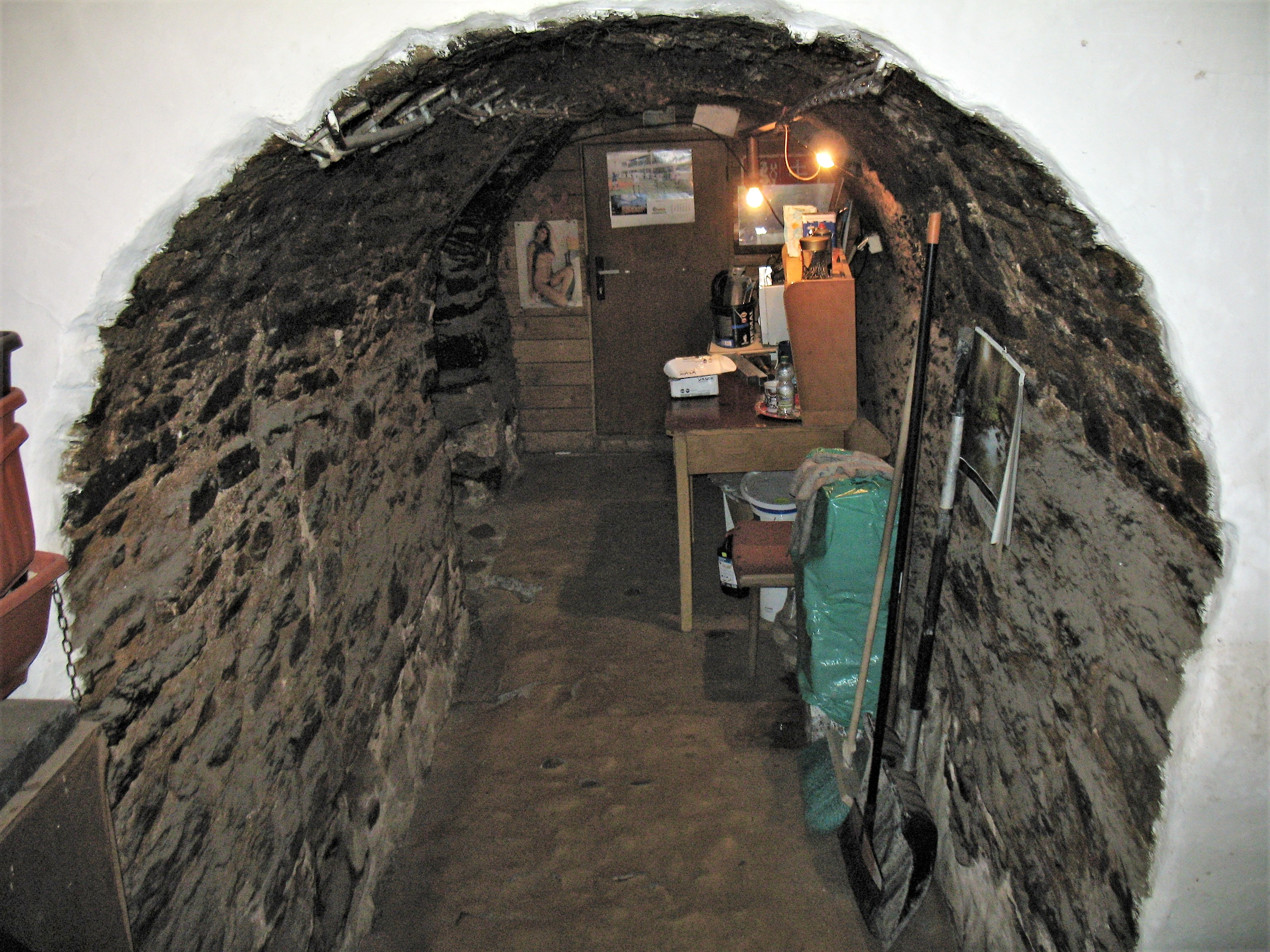
Sklepení pod radnicí
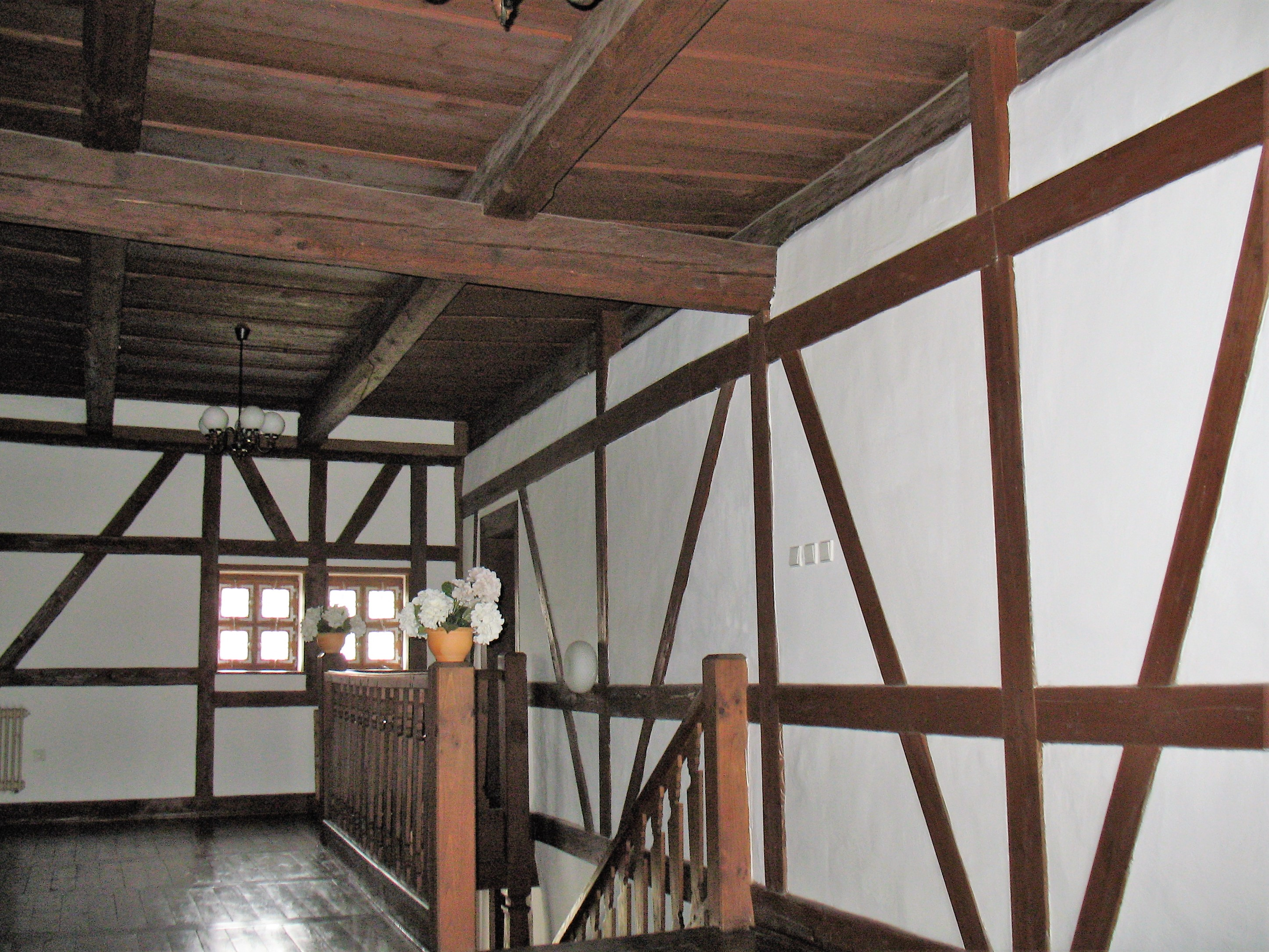
Interiér hrázděného patra
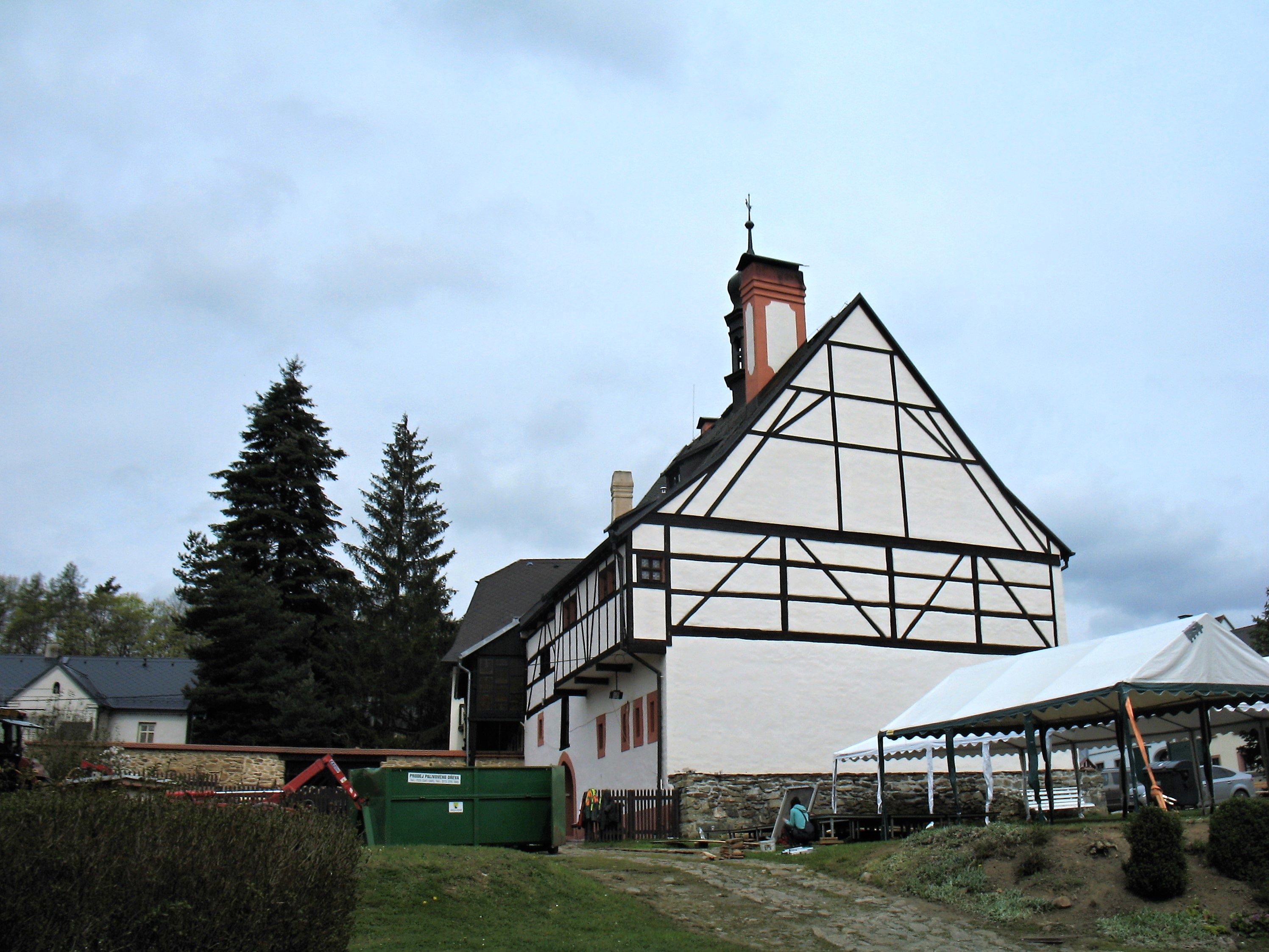
Pohled od jihozápadu